# Fifty-One
"Fifty-One" es el cuarto episodio de la quinta temporada de la serie de drama criminal estadounidense Breaking Bad, y el episodio número 50 en general de la serie. Escrito por Sam Catlin y dirigido por Rian Johnson, se estrenó originalmente en AMC en los Estados Unidos el 5 de agosto de 2012.

## Trama
Después de repararlo, Walter vende impulsivamente su Pontiac Aztek a su mecánico por $50 dólares y alquila un Chrysler 300 nuevo y un Dodge Challenger para Walter Jr.
En la sucursal de Houston de Madrigal, la DEA arresta al hombre interno de Lydia por la distribución de metilamina. Mike le asegura a Lydia, que entra en pánico por la situación que Ron no hablará y agrega que pronto tendrá un chico nuevo en el almacén.
Al día siguiente, SAC Ramey le ofrece a Hank el puesto de ASAC (agente especial adjunto a cargo) que dejó vacante Merkert. Hank acepta, a pesar de que la búsqueda de Heisenberg estará a cargo de un agente de campo.
Esa noche, los White y los Schrader terminan una exigua cena de celebración del cumpleaños número 51 para Walt. Después de que Walt Jr. se va, Walt señala que ha pasado un año desde su diagnóstico de cáncer. Mientras reflexiona sobre todo lo que ha vivido, Skyler completamente vestida entra en la piscina y se sumerge lentamente. Marie entra en pánico mientras Walt salta para sacarla. Walt luego se entera de que Skyler le ha pedido a Marie y Hank que cuiden a los niños hasta que se resuelvan sus problemas con Walt. Cuando la pareja se sienta a conversar, Skyler insiste en que no permitirá que sus hijos vivan en una casa donde los eventos peligrosos que ocurren simplemente se encogen de hombros. Ella amenaza con hacerse más daño a sí misma, fingir abuso conyugal y enviar a Walt Jr. a un internado si Walt trae a los niños a casa, pero él menosprecia sus planes por considerarlos inviables. Rompiendo y dándose cuenta de que no hay forma de salir de su situación sin lastimar a su familia, cede ante sus argumentos, pero no sin antes admitirle que su única opción es esperar que su cáncer regrese y lo mate.
En el almacén, Lydia recibe a Jesse, mandado por Mike a recoger un barril de metilamina. Encuentran un rastreador GPS en el fondo de un barril, comprometiéndolo. Mike es escéptico de que el rastreador haya sido colocado por la DEA debido a su tosca ubicación en el fondo del barril. Cuando Jesse le informa que fue Lydia quien lo vio primero, Mike concluye que Lydia lo plantó ella misma para salir del trato y promete matarla. Jesse le suplica a Mike que muestre misericordia y le pide la opinión de Walt. Walt vota para mantenerla con vida para que no se pierda tiempo en encontrar un nuevo proveedor de precursores. Más tarde, Jesse le da a Walt un reloj de pulsera TAG Heuer Monaco Calibre 12 como regalo de cumpleaños, lo que complace a Walt. En la noche, le muestra a Skyler el reloj y le asegura que si Jesse puede cambiar de opinión acerca de quererlo muerto, ella también lo hará.

## Producción
Dean Norris (Hank Schrader) habló sobre la escena de la "tensa" cena familiar: "Esos son algunos de mis favoritos porque todos nos reunimos, y se han convertido en algo característico del programa. Trabajo con los muchachos de la DEA todo el tiempo, a quienes amo, pero desde un punto de vista personal, es agradable pasar el rato con el resto de la pandilla. Esas escenas van a ser aún más interesantes si Hank alguna vez sabe algo sobre Walt que Walt no sabe que él sabe, porque durante toda la serie, Walt tenía este secreto que todos en la audiencia saben y Hank es el único tipo que no lo sabe. saberlo." 

## Recepción

### Calificaciones
"Fifty-One" fue visto por aproximadamente 2,29 millones de espectadores estadounidenses en su transmisión original, igualando los números del anterior episodio.

### Recepción de la crítica
Wesley Case de The Baltimore Sun calificó la escena de la piscina de Skyler como "inquietante" y "tristemente desgarradora", y agregó que "Breaking Bad es un espectáculo basado en la acción: grandes explosiones, tiroteos, asesinatos degolladores y otros retratos vívidos de el desordenado negocio del narcotráfico. Además de las crisis nerviosas de Jesse, rara vez vemos las crisis existenciales con las que todos estos personajes deben lidiar en todo momento".
En 2019, The Ringer clasificó a "Fifty-One" como el trigésimo mejor episodio de la serie.

### Premios y nominaciones
Por su dirección de este episodio, Rian Johnson ganó el Premio del Sindicato de Directores de Estados Unidos a la Mejor Dirección en Serie Dramática. Anna Gunn ganó el Premio Primetime Emmy a la Mejor Actriz de Reparto en una Serie Dramática por su actuación en este episodio en la 65.ª edición de los Premios Primetime Emmy.